# Гораленфольк

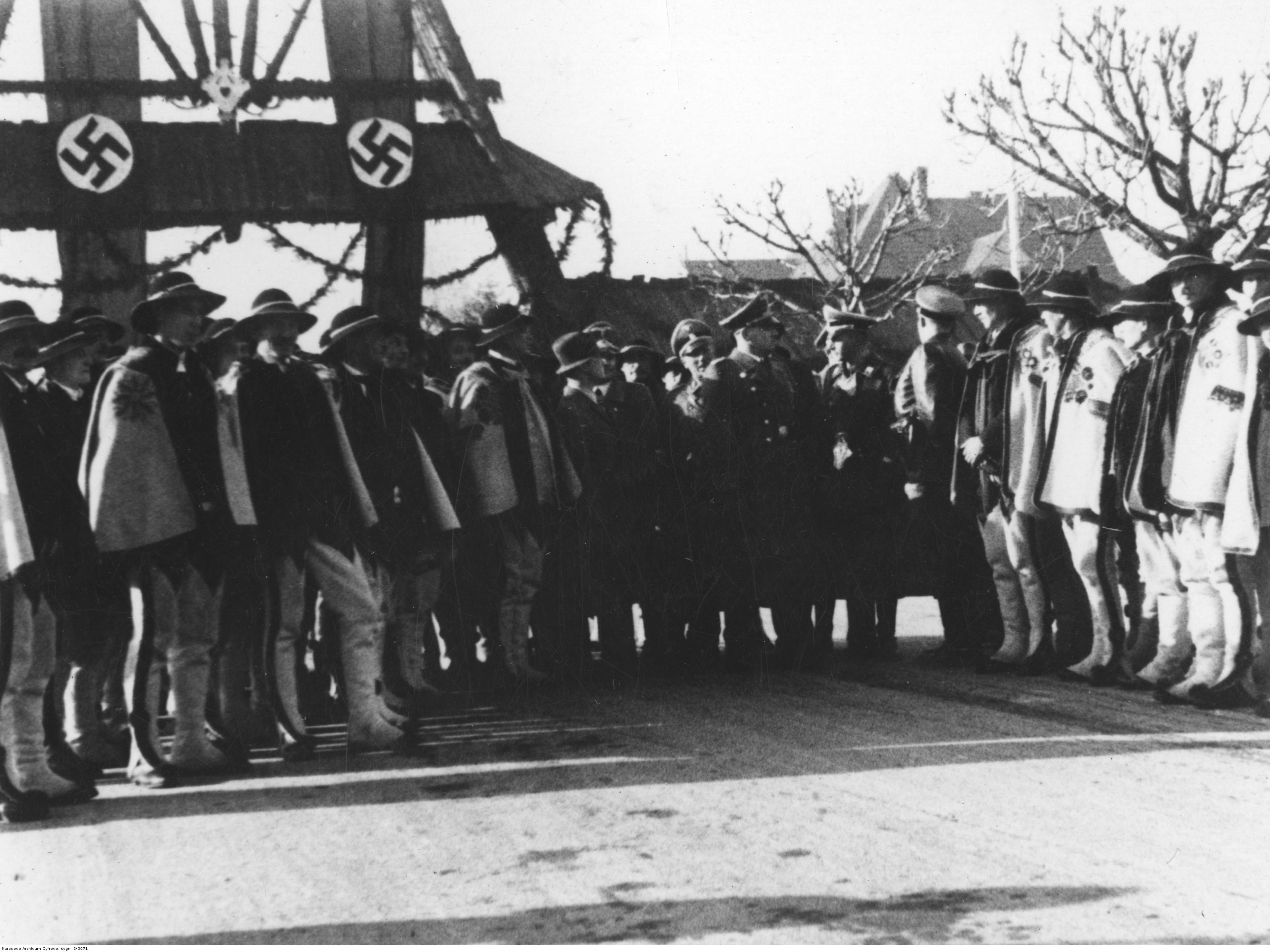
Визит Ганса Франка в Закопане, 1939 год

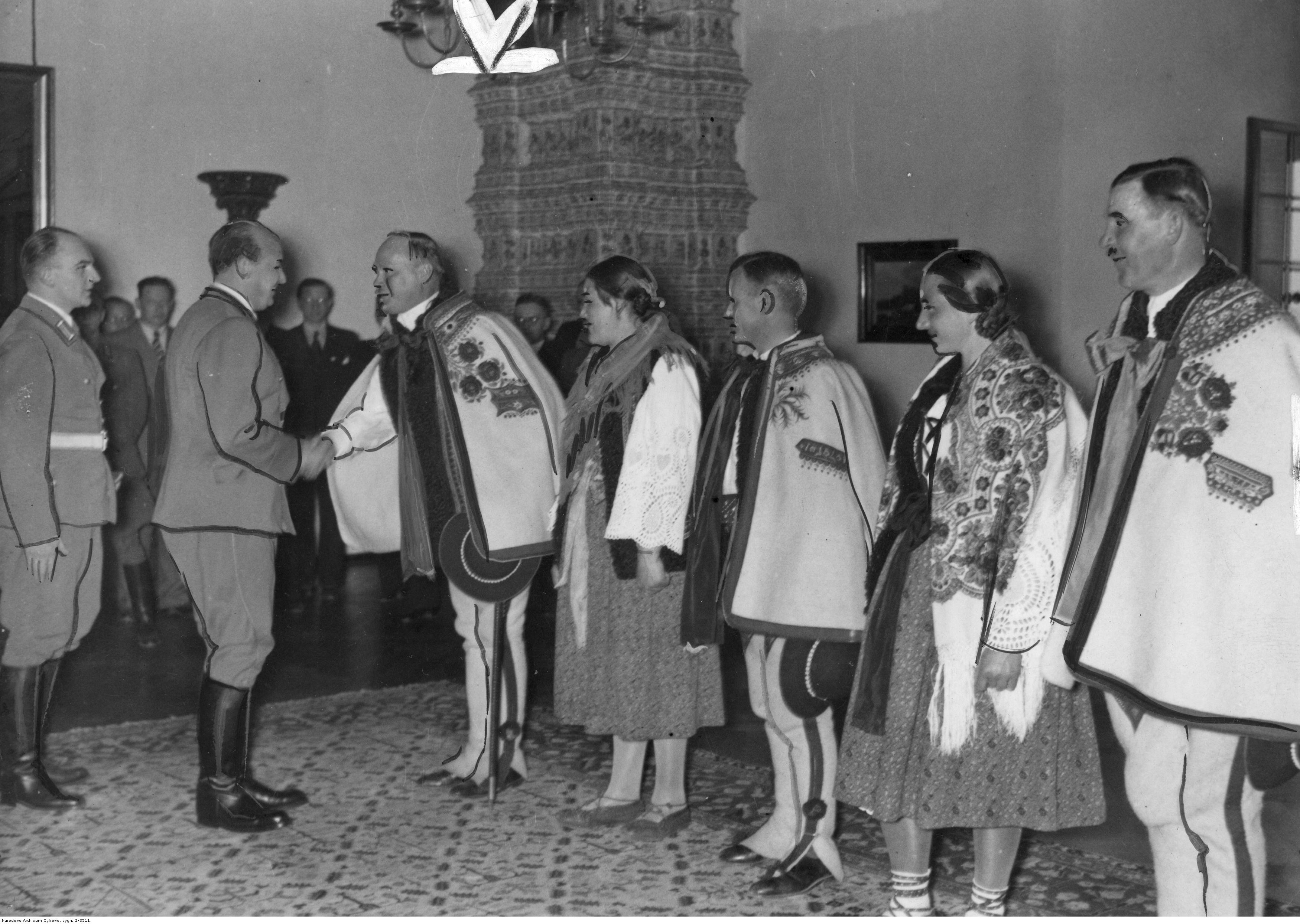
Визит Вацлава Кшептовского к Гансу Франку по случаю дня рождения Адольфа Гитлера, 20.04.1940

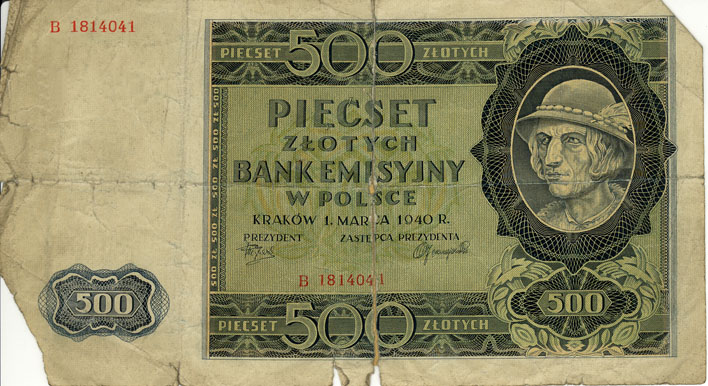
Изображения гураля на банкноте 500 злотых Генерал-губернаторства как представителя лояльного народа

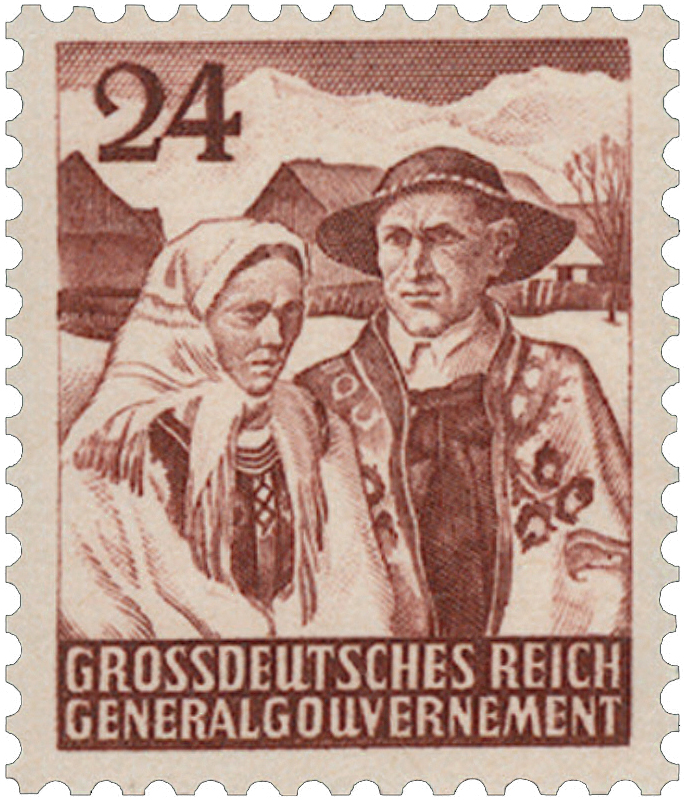
Почтовая марка Генерал-губернаторства, посвящённая акции Гораленфольк

Гораленфольк (нем. Goralenvolk) — наименование акции германизации гуралей, которая проводилась немецкими оккупационными властями во время Второй мировой войны на территории Новотаргского повята в Польше. В этот период нацистская администрация выделяла гуралей в отдельный народ и предоставляла им некоторые правовые привилегии сравнительно с остальными поляками.

## История
Согласно «Meyers Konversations-Lexikon», изданному в 1885 году, территория польского Подгалья с XI века была заселена немцами, которые в последующие века были ополячены. Немецкая нацистская идеология причисляла гуралей к «великой немецкой расе».
После оккупации в 1939 году немецкими войсками Подгалья довоенный активист польской правительственной партии «Лагерь национального объединения» Генрик Шатковский выдвинул идею, что гурали являются народом немецкого происхождения. 7 ноября 1939 года гуральский общественный деятель и председатель новтаргского отделения довоенной Народной партии Вацлав Кшептовский вместе с другими гуральскими активистами посетил в Вавеле новоназначенного генерал-губернатора Ганса Франка, выразив ему знаки почтения. 12 ноября 1939 года Ганс Франк совершил ответный визит Вацлаву Кшептовскому в Закопане. Во время этого визита Вацлав Кшепотовский поблагодарил немецкие власти за «освобождение гуралей от многовекового польского гнёта».
29 ноября 1939 года Вацлав Кшептовский организовал в Закопане собрание довоенного Союза гуралей, во время которого была поддержана идея профессора Генрика Шатковского о принадлежности гуралей к немецкому народу и был провозглашён меморандум «о нуждах гуральского народа». На этом собрании была создана организация «Goralenverein» под председательством Вацлава Кшептовского, которая объявила себя преемницей Союза гуралей. В апреле 1940 года Ганс Франк заявил, что немецкие власти «не будут препятствовать гуральскому народу». Весной 1940 года в Закопане были созданы Гуральская народная школа (Goralische Volksschule), Гуральское профессионально-техническое училище (Goralische Berufschule für Volkskunst) и Гуральский спортивный клуб (Goralische Heimatsdienst). Был также создан собственный флаг, который не был официально утверждён властями Генерал-губернаторства.
В июне 1940 года в Подгалье была проведена перепись гуралей, во время которой пропагандировалась идея принадлежности гуралей к гораленфольк. Свою принадлежность к гораленфольку продекларировали 18 % населения. После этой переписи стало выдаваться кенкарта синего цвета с литерой «G». В Закопане данную кенкарту получило 23 % жителей, в Новом-Тарге — 33 % и в Щавнице — 93 % жителей. Всего подобных кенкарт было выдано примерно от 27 — 30 тысяч при общей численности гуралей в то время около 150 тысяч человек. Остальное население не получало данную канкарту, несмотря на угрозы немецких властей депортировать их из Подгалья.
Реализации планов германизации гуралей активно сопротивлялась подпольная Татранская конфедерация, которая была организована в мае 1941 года в городе Новы-Тарг. Татшанской конфедерацией руководил гуральский поэт Августин Суский. Другими активными участниками этой организации были Тадеуш Попек и Ядвига Апостол.
20 февраля 1942 года был создан Гуральский комитет (Goralisches Komitee), утверждённый губернатором Дистрикта Краков Рихардом Вендлером в качестве единицы самоуправления гораленфольк. Председателем Гуральского комитета был назначен Вацлав Кшептовский. В работе этого комитета активное участие принимали Виталис Видер, Генрик Шатковский и Юзеф Цукер. Согласно уставу, утверждённому Рихардом Вендлером Гуральский, комитет считался ядром будущего «Гуральского государства» (Goralenland). Были утверждены отделения Гуральского комитета в городах Закопане, Рабка-Здруй, Новы-Тарг, Щавница, сёлах Поронин, Шафляры, Чарны-Дунаец, Хохолув и Цихе.
В 1942 году Гуральским комитетом была предпринята попытка создать Гуральский добровольческий легион СС, в который записалось около 300 человек. К военной службе были призваны около 200 человек, которые были отправлены в учебный лагерь СС Травники. В этом тренировочном лагере гурали вступали в постоянные конфликты с украинцами, после чего большинство из них дезертировали либо были отправлены в глубь Германии на принудительные работы. Неудачная попытка создать гуральский добровольческий легион СС скомпрометировала Гуральский комитет, после чего немецкая оккупационная власть перестала поддерживать его деятельность. Без поддержки деятельность Гуральского комитета пришла в упадок и ограничивалась только лишь в пределах Закопане. В 1944 году немцы пытались арестовать Вацлава Кшептовского, но тот скрылся от преследования в местных горах.
20 января 1945 года Вацлав Кшептовский был повешен польскими партизанами из Армии Крайовой по решению Польского подпольного государства. 22 ноября 1946 года суд в Закопане вынес обвинительный приговор по делам других членов Гуральского комитета, назначив им наказание в виде тюремного заключения на сроки от 3 до 15 лет.